# Riccardo Chailly

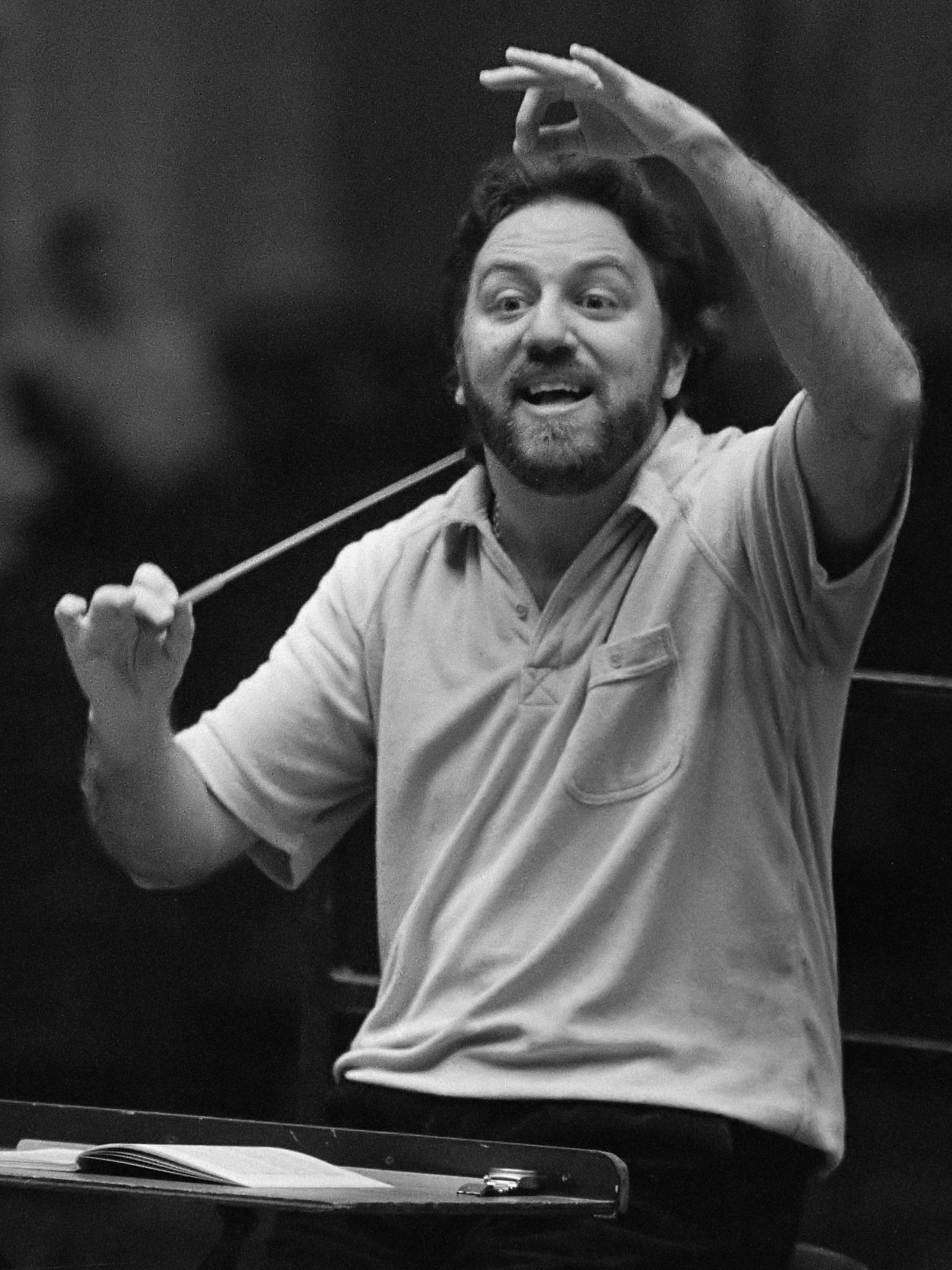
Riccardo Chailly (1986)

Riccardo Chailly (Milaan, 20 februari 1953) is een Italiaanse dirigent. Hij was van 1988 tot 2004 chef-dirigent van het Koninklijk Concertgebouworkest in Amsterdam. Hij is de zoon van componist Luciano Chailly, die hem zijn eerste muzieklessen gaf.

## Biografie
Na zijn studie aan het Conservatorio Giuseppe Verdi in Milaan maakte Chailly zijn debuut als dirigent op 17-jarige leeftijd in 1970. In 1972 werd hij assistent van Claudio Abbado, die bij La Scala in Milaan chef-dirigent was. Vervolgens dirigeerde hij in Chicago en San Francisco. In 1978 werd hij dirigent bij de Scala en van 1982 tot 1989 was hij vaste dirigent van het Radio-Symphonie-Orchester Berlin, een post die hij een jaar lang combineerde met zijn dirigentschap in Amsterdam. In zijn Amsterdamse jaren werkte Chailly ook met het Orchestra dello Teatro Comunale te Bologna en het Philadelphia Orchestra.
Chailly trad in 1988 bij het Concertgebouworkest aan als opvolger van Bernard Haitink. Hij verliet het orkest in 2004 om chef-dirigent van het Gewandhausorchester in Leipzig te worden als opvolger van de Zweed Herbert Blomstedt. In 2015 volgde hij Daniel Barenboim op als chef-dirigent in La Scala te Milaan.
Chailly is bij het grote publiek vooral bekend van Shostakovitch: The Jazz Album, waarvan meer dan een kwart miljoen exemplaren zijn verkocht. Bij het Concertgebouworkest introduceerde hij vele nieuwe werken, maar hij zette ook de lijn van zijn voorgangers voort. Chailly dirigeerde in Amsterdam zowel werken van Mahler, Bruckner en Brahms als bijvoorbeeld muziek van Varèse en Alban Berg, waarvan ook opnamen werden gemaakt. Faam verwierf hij ook met zijn operadirecties. Zijn interpretaties van Rossini en Verdi werden internationaal met gejuich ontvangen.
De voorgangers van Chailly in Amsterdam waren Willem Kes, Willem Mengelberg van wie hij een groot bewonderaar zei te zijn, Eduard van Beinum, Eugen Jochum en Bernard Haitink. Chailly werd in 2004 opgevolgd door Mariss Jansons.
| Album met eventuele hitnotering(en) in de Nederlandse Album Top 100 | Datum van verschijnen | Datum van binnenkomst | Hoogste positie | Aantal weken | Opmerkingen                                                                            |
| ------------------------------------------------------------------- | --------------------- | --------------------- | --------------- | ------------ | -------------------------------------------------------------------------------------- |
| Bach - Matthäus-Passion                                             | 2009                  | 03-04-2010            | 52              | 2            | met Gewandhausorchester, Tölzer Knabenchor, Tomanerchor Leipzig & Christina Landshamer |

1. Willem Kes (1888-95) · 2. Willem Mengelberg (1895-1945) · 3. Eduard van Beinum (1945-1959) · Bernard Haitink en Eugen Jochum (gezamenlijk 1961-1963) · 4. Bernard Haitink (1963-1988) · 5. Riccardo Chailly (1988-2004) · 6. Mariss Jansons (2004-2015)  · 7. Daniele Gatti (2016-2018) · 8. Klaus Mäkelä (2027-)
- Bibsys: 99039695
- Biblioteca Nacional de España: XX885935
- Bibliothèque nationale de France: cb13892343d (data)
- CiNii: DA03982807
- Gemeinsame Normdatei: 123951283
- International Standard Name Identifier: 0000 0001 2146 3088
- Library of Congress Control Number: n80016909
- Nationale Bibliotheek van Letland: 000140163
- MusicBrainz: 28accaf9-3a4b-4052-b9d3-8033d3137d2d
- Nationale Bibliotheek van Tsjechië: js20011212082
- Nationale bibliotheek van Australië: 35804246
- Nationale Bibliotheek van Israël: 987007305699705171
- Nationale Bibliotheek van Polen: a0000002686540
- Nationale en Universitaire bibliotheek Zagreb: 000062788
- Nederlandse Thesaurus van Auteursnamen: 070703566
- Istituto Centrale per il Catalogo Unico: RAVV019954
- SNAC: w6gt6tq2
- Système universitaire de documentation: 077720776
- Trove: 1094890
- Virtual International Authority File: 105543710
- WorldCat: E39PBJxhgkw9xm3KH3gwKTdJDq